# Bugatti Automobiles
Bugatti Automobiles S.A.S. ist ein französischer Automobilhersteller und eine Luxusmarke für Hypersportwagen. Das Unternehmen sitzt in Molsheim im Elsass. 1909 gründete hier Namensgeber Ettore Bugatti seine Automobilmarke und baute, mit Unterbrechungen durch den Zweiten Weltkrieg, bis 1963 Sport-, Renn- und Luxuswagen. Seit dem 1. November 2021 wird das Unternehmen von Christophe Piochon als Präsident geleitet. Die ehemalige VW-Tochter gehört seit November 2021 zum neuen Joint-Venture Bugatti-Rimac.

## Unternehmensgeschichte

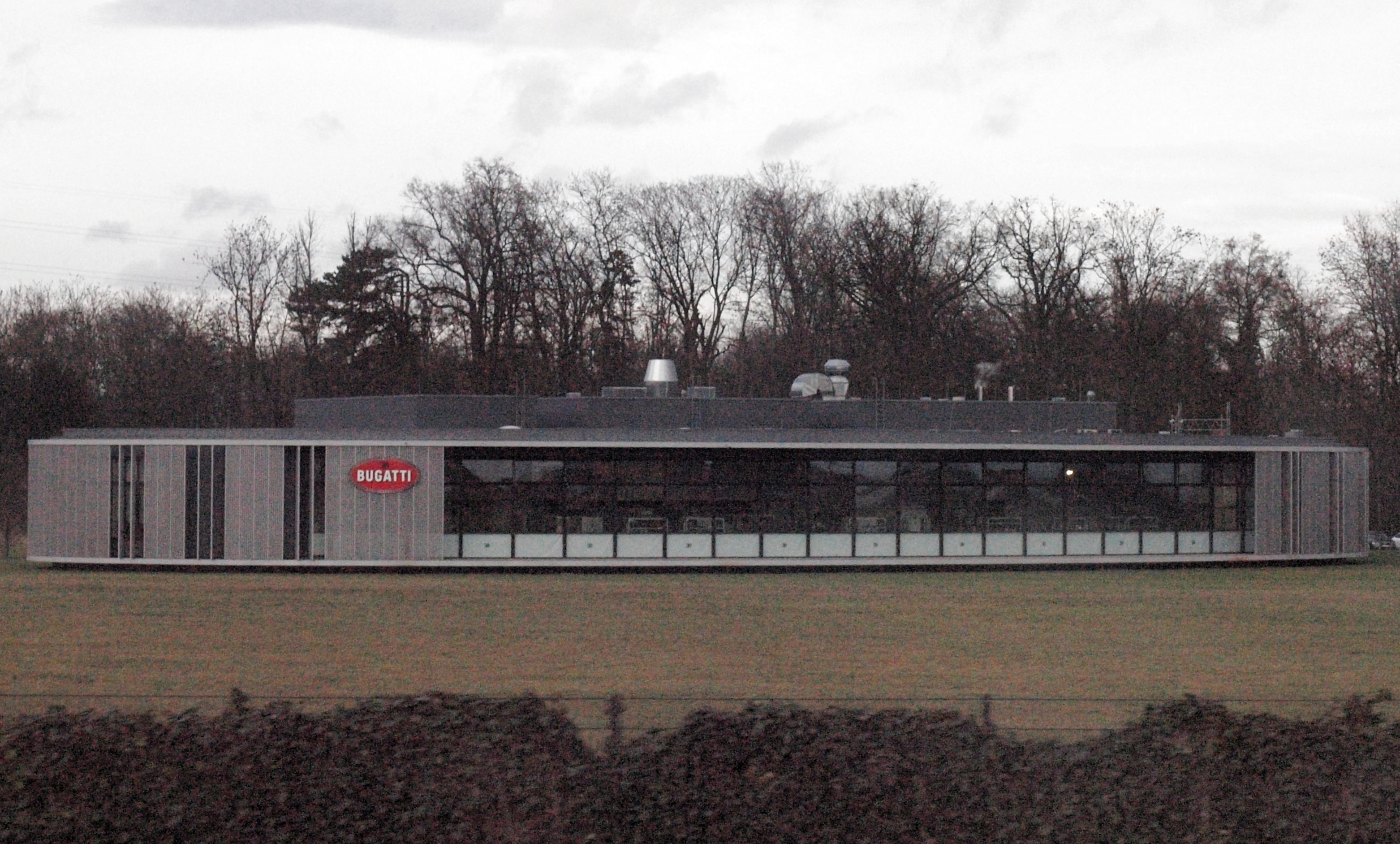
Fabrikgebäude der Bugatti Automobiles von Gunter Henn im elsässischen Molsheim

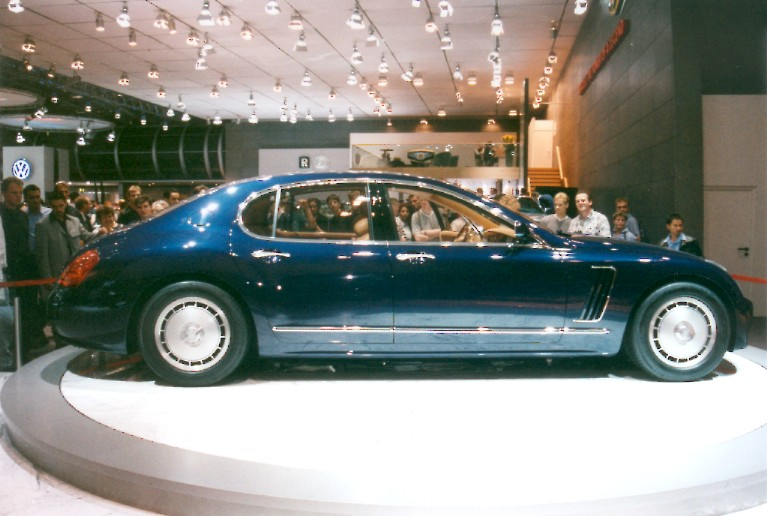
EB 218 auf der IAA 1999

1998 übernahm die Volkswagen AG die Design- und Namensrechte an Bugatti vom italienischen Geschäftsmann Romano Artioli, der zwischen 1987 und 1998 mit der Bugatti SpA in Italien den Supersportwagen EB 110 baute. Seit 2000 existiert die Automobilmarke Bugatti offiziell als Bugatti Automobiles S.A.S., abgekürzt weiterhin als Bugatti. Der Stammsitz des Unternehmens liegt seitdem wieder im französischen Molsheim. Italdesign entwickelte innerhalb weniger Monate das erste Konzeptauto, den Bugatti EB 118. Der Grand Turismo besaß einen 18-Zylinder-Motor mit 414 kW/555 PS. Erstmals präsentiert wurde die Studie auf der Mondial de l’Automobile in Paris 1998. 1999 stellte Bugatti auf dem Genfer Autosalon die Studie EB 218 vor und im selben Jahr auf der IAA in Frankfurt den Bugatti 18.3 Chiron. Auf der Tokyo Motor Show wurde schließlich der Bugatti Veyron EB 18.4 gezeigt. Alle genannten Modelle besaßen einen 18-Zylinder-Motor, im Gegensatz zu den Serienmodellen, die mit zwei Zylindern weniger „auskommen mußten“.
Im September 2020 wurde bekannt, dass Volkswagen den Verkauf seiner Luxusmarke Bugatti vorbereitete, es liefen Gespräche mit dem kroatischen Unternehmen Rimac Automobili. VW-Konzernchef Herbert Diess sah die unprofitable Marke als Ballast, hieß es im Unternehmen.
Im Januar 2021 gab Bugatti bekannt, dass im dritten Jahr in Folge das Betriebsergebnis gesteigert werden konnte. Damit konnte das erfolgreichste Jahr der Unternehmensgeschichte verzeichnet werden. 2020 lieferte Bugatti 77 Fahrzeuge an Kunden aus. Seit 2005 wurden gut 700 Bugatti-Fahrzeuge verkauft.
Am 5. Juli 2021 gaben Porsche und seine zu diesem Zeitpunkt 24-prozentige Beteiligung Rimac Group bekannt, ein Joint-Venture Bugatti-Rimac zu gründen. Dies erfolgte schließlich am 1. November 2021, die Zustimmung der Kartellbehörden mehrerer Länder war dafür notwendig. Porsche hat in dieses Gemeinschaftsunternehmen Bugatti und die Rimac Group ihre Automobilsparte Rimac Automobili eingebracht. An dem Joint-Venture hält die Rimac Group 55 Prozent und Porsche 45 Prozent der Anteile, Bugatti wurde über den bisherigen Eigentümer Volkswagen in das Joint Venture eingebracht. Christophe Piochon, bisher Generaldirektor und Produktionsleiter bei Bugatti, wurde neuer Präsident der Marke Bugatti, deren Sitz sich nach wie vor in Molsheim befindet. Zudem zog Christophe Piochon als Chief Operating Officer neben Mate Rimac in das Management des Joint Ventures Bugatti Rimac ein.

### Veyron 16.4

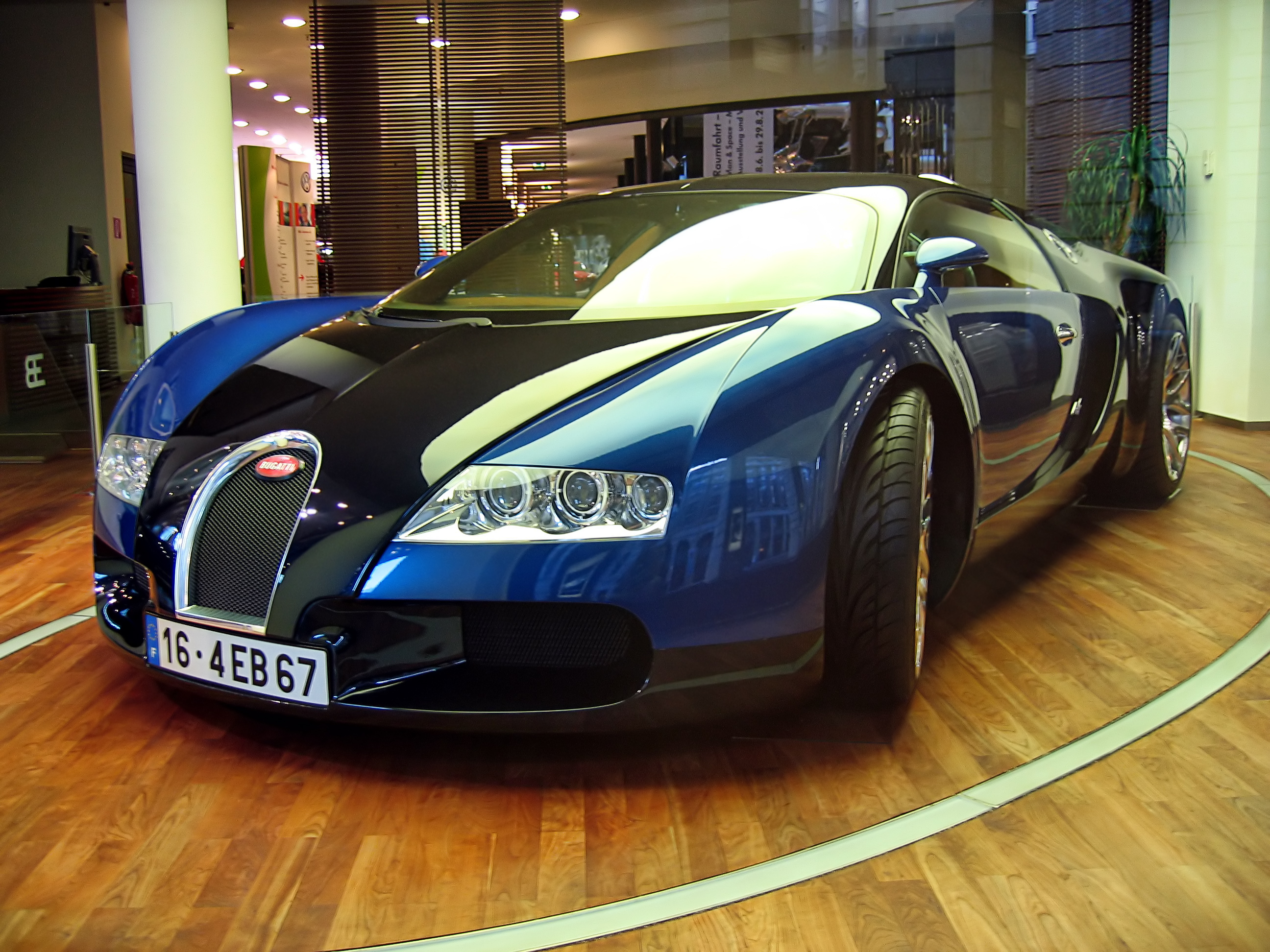
Veyron 16.4 Konzeptstudie

Im Jahr 2000 führte das Unternehmen ein neues Motorenkonzept ein. Auf den Automobilmessen in Paris, Genf und Detroit zeigte Bugatti das Konzeptauto EB 16/4 Veyron, einen allradgetriebenen 16-Zylinder-Wagen mit einer Motorleistung von 736 kW (1001 PS). Der EB 16/4 Veyron hat einen Motor mit 8,0 Liter Hubraum und vier Turboladern. Er erreicht eine Höchstgeschwindigkeit von 407 km/h. Zu dieser Zeit war der Veyron der leistungsstärkste und schnellste Supersportwagen, der jemals gebaut wurde. Bei Beschleunigungstests erreichte er nach 2,5 s eine Geschwindigkeit von 100 km/h, nach 7,3 s 200 km/h und nach 16,8 s 300 km/h.

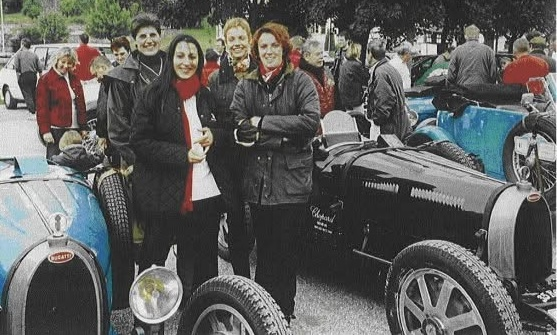
Caroline Bugatti beim Bugatti-Festival am 15. September 2001 in Molsheim.

Die Entwicklung dauerte zunächst bis 2001; der EB 16/4 Veyron wurde in der Werbung mit einem „Advanced-Concept“-Status belegt. Ende des Jahres 2001 kündigte Bugatti an, dass der Wagen nun offiziell Bugatti Veyron 16.4 heißt. Die Zahlenkombination bedeutet: 16 Zylinder und vierte Designstudie. Zunächst war der Produktionsstart für 2003 vorgesehen. Technische Schwierigkeiten mit dem Doppelkupplungsgetriebe und den ungewöhnlichen, extremen Anforderungen bei Geschwindigkeiten von deutlich über 300 km/h führten zu mehreren Verzögerungen. Noch vor dem offiziellen Produktionsbeginn wurde der Veyron am 15. September 2001 im Rahmen des Bugatti-Festivals in Molsheim und erstmals auch im Château Saint-Jean in Dorlisheim der Öffentlichkeit vorgestellt – in Anwesenheit von Caroline Bugatti, die mit ihrem Bugatti Type 35 angereist war. Schließlich begann die Produktion im September 2005. Die Jahresproduktion wurde wegen der langen Wartezeiten auf 70 Stück aufgestockt.
Am 26. Juni 2010 stellte der Bugatti Veyron 16.4 Super Sport den Geschwindigkeitsweltrekord für straßenzugelassene Seriensportwagen mit einer Spitzengeschwindigkeit von 431,072 km/h ein. Im August desselben Jahres wurde dieses Fahrzeug mit 882 kW (1.200 PS) in Pebble Beach (USA) erstmals präsentiert. Im April 2013 erreichte der Veyron 16.4 Grand Sport Vitesse mit 408,84 km/h die schnellste jemals gemessene Geschwindigkeit eines Roadsters. Die auf acht Stück limitierte Vitesse World Record Car Edition wurde anschließend auf der Messe Auto Shanghai erstmals der Weltöffentlichkeit präsentiert und war kurz danach ausverkauft.
Auf der IAA 2015 enthüllte das Unternehmen ein Show Car seines Vision-Gran-Turismo-Projektes. Mit dem Bugatti Vision Gran Turismo präsentierte der Luxushersteller nach dem Verkauf aller 450 Veyron einen möglichen neuen Supersportwagen. Das Design des Bugatti Vision Gran Turismo soll an die Rennsport-Tradition der 1920er- und 1930er-Jahre erinnern. Die Farbgebung steht für die Siege der Marke beim 24-Stunden-Rennen in Le Mans. Am 6. November 2015 wurden gleichzeitig die ersten Showrooms im neuen CI-Auftritt von Bugatti eröffnet.

### Chiron
Am 30. November 2015 gab Bugatti bekannt, dass der Nachfolger des Veyron Chiron heißen wird. Der Name ist dem monegassischen Rennfahrer Louis Chiron gewidmet, der seine Rennfahrerkarriere auf einem Bugatti Type 35 begann und mehrere Grand-Prix-Rennen gewann. Am 29. Februar 2016 enthüllte Bugatti auf dem Genfer Autosalon seinen neuen Hypersportwagen Chiron. Als Antrieb dient weiterhin ein 8,0-Liter-16-Zylinder mit vier Turboladern, nun aber mit mindestens 1.103 kW/1.500 PS und 1.600 Newtonmeter Drehmoment. Aus dem Stand beschleunigt der Chiron in 2,4 Sekunden auf Tempo 100, 200 km/h erreicht er in 6,1 Sekunden und 300 km/h in 13,1 Sekunden. Die Höchstgeschwindigkeit liegt bei 420 km/h. Bugatti baut als einziger Automobilhersteller einen W16-Motor, der über 1.500 PS leistet. Seit 2016 sitzt im Chiron das Erste in Serie gefertigte 3-D-Druck-Bauteil, eine kleine Konsole am Getriebe-Ölkanal.
Der Chiron ist damit der schnellste Hypersportwagen der Welt, sein Basispreis liegt bei 2,4 Millionen Euro netto. Die Produktion in Molsheim ist auf 500 Fahrzeuge begrenzt, im März 2017 wurde das erste Serienauto an Kunden ausgeliefert. Im April 2016 hatte der Chiron seine Premiere auf dem US-amerikanischen Markt. Am 21. August 2016 stellte Bugatti das Vision Gran Turismo Concept Car vor, eine reale Studie des Fahrzeugs in dem Videospiel Gran Turismo Sport. Am 11. September 2017 wurde mit dem Chiron ein neuer Weltrekord aufgestellt. Von 0 auf 400 km/h und wieder auf 0 km/h benötigte das Coupé nur 42 Sekunden.
Das BBC-Fachmagazin Top Gear kürte den Chiron am 27. November 2017 zum „Hypercar of the year“, einen Monat später erhielt der Chiron die Auszeichnung auch vom evo Magazin UK.
Auf dem Genfer Autosalon präsentierte Bugatti am 6. März 2018 den Chiron Sport. Er hat eine geänderte Fahrwerksabstimmung und ist 18 Kilogramm leichter. Durch zahlreiche Änderungen, auch durch verstärkten Einsatz von Carbon (1,4 kg weniger Gewicht durch Scheibenwischerarme aus CFK), der Gewichtsersparnis von 18 kg und der neuen Funktion Dynamic Torque Vectoring nimmt er dem Chiron auf dem Handlingkurs von Nardò 5 Sekunden ab. Der Motor bleibt unangetastet und leistet wie im Chiron 1.103 kW (1.500 PS) und 1.600 Newtonmeter Drehmoment.
Im Juni 2018 baute Lego Technic einen Chiron mit Legosteinen im Maßstab 1:18.
Im November 2018 konzipierte Lego mit Bugatti einen Chiron aus Legosteinen im Maßstab 1:1. Der Lego Technic Chiron leistet 5,3 PS und fährt bis zu 20 km/h schnell.
Mit der Sonderedition „110ans“ des Chiron Sport läutet Bugatti 2019 sein 110-jähriges Firmenjubiläum ein. Der Hypersportwagen ziert als Verbeugung vor Frankreich die Tricolore innen und außen. Der Antrieb bleibt weiterhin der 8-Liter-16-Zylinder mit vier Turboladern und 1.103 kW/1.500 PS. Erstmals wurde das Fahrzeug auf dem Genfer Automobilsalon gezeigt.
Auf dem Genfer Automobilsalon im März 2019 präsentiert Bugatti das Einzelstück „La voiture Noire“ – das schwarze Auto. Als Hommage an den historischen Bugatti Type 57 SC Atlantic aus den 1930er-Jahren entwickelte Bugatti dieses Fahrzeug für einen Bugatti-Sammler. Der LVN basiert auf dem Chiron, erhält durch einen längeren Vorderwagen und ein anderes Design die Anmutung eines Grand Turismo. Technische Details zu dem Fahrzeug gab Bugatti nicht bekannt. Mit einem Nettopreis von 11 Millionen Euro vor Steuern ist der LVN der teuerste Neuwagen der Welt. Den Namen des Käufers gab Bugatti nicht bekannt.
Im Juli 2019 baute Bugatti den 200. Chiron, als „110 ans Bugatti“.
Im September 2019 durchbrach Bugatti mit einem modifizierten Chiron die 300-mph-Grenze und damit den bestehenden Höchstgeschwindigkeitsrekord. Ex-Rennfahrer und Testfahrer Andy Wallace erreichte auf der VW-Teststrecke in Ehra-Lessien 304,773 mph (490,484 km/h). Der Chiron wird damit das erste Serienauto, das über 300 mph fährt.
Bei der Grand Fete im September 2019 in Molsheim feierte Bugatti mit Kunden und Freunden der Marke seinen 110. Geburtstag und stellte im Rahmen des Festes den Chiron Super Sport 300+ vor. Das auf 1.600 PS leistungsgesteigerte Fahrzeug besitzt eine auf Höchstgeschwindigkeit optimierte Karosserie und war auf 30 Exemplare limitiert. Ein Fahrzeug kostete 3,5 Millionen Euro.  Neben dem sogenannten Longtail, dem um 25 Zentimeter verlängerten Heck, unterscheidet sich die Sonderserie unter anderem an der Front, Luftauslässen, Kotflügeln, Diffusor und dem orangen Streifen, der über die gesamte Karosserie verläuft.
Mit dem Chiron Pur Sport stellten die Franzosen im März 2020 ein weiteres Derivat vor. Das neue Modell wurde im Hinblick auf Querdynamik entwickelt und konzipiert. Dafür änderten die Ingenieure Fahrwerk, Motor, Getriebe und Aerodynamik. Für eine bessere Beschleunigung sorgte ein neues Getriebe mit einer um 15 Prozent kürzeren Gesamtübersetzung, bei 350 km/h liegt die volle Leistung an. Der Chiron Pur Sport beschleunigt von 0 auf 100 in 2,3 Sekunden statt in 2,4 Sekunden, von 0 auf 200 vergehen nun 5,9 statt 6,1 Sekunden. Die Höchstgeschwindigkeit des Fahrzeugs liegt elektronisch abgeregelt bei 350 km/h, die maximale Schaltdrehzahl bei 6.900 Umdrehungen. Auf dem Heck trägt der Chiron Pur Sport einen 1,90 Meter breiten Heckflügel für massiven Abtrieb. Ein neues Chassis-Set-up mit härteren Federn vorn und hinten, einer auf Performance ausgelegten Regelstrategie der adaptiven Dämpfer und geänderten Sturzwerten sorgten für ein dynamischeres Fahrverhalten und mehr Agilität in Kurven. Der Chiron Pur Sport ist auf 60 Fahrzeuge limitiert und kostet je 3 Millionen Euro. Im August 2020 wurde das erste Fahrzeug ausgeliefert.
Im September 2020 präsentierte Bugatti das Sondermodell Chiron Sport „Les Légendes du Ciel“. Die auf 20 Stück limitierte Edition ist den legendären Piloten und Werksfahrern Bugattis gewidmet. Jedes Fahrzeug kostet jeweils 2,88 Millionen Euro netto.
Im Juni 2021 stellte Bugatti den Chiron Super Sport vor. Das neue Derivat wurde auf Höchstgeschwindigkeit hin entwickelt. Der 8,0-W16-Motor leistet 1600 PS und beschleunigt den Chiron Super Sport auf bis zu 440 km/h. 0 auf 100 km/h erreicht der Chiron Super Sport nach 2,4 Sekunden, nach 5,8 Sekunden liegen 200 km/h an. Das maximale Drehmoment von 1.600 Nm liegt bei 7.000 statt 6.000/min. an. Ein um rund 25 Zentimeter verlängertes Heck, Longtail, sowie der neu gestaltete Diffusor soll dabei die Laminarströmung so lange an der Karosserie wie möglich halten und für ein ausgeglichenes Fahrverhalten sorgen. Zudem fällt das Abrissgebiet um 44 Prozent geringer aus und reduziert den Sog sowie den Luftwiderstand. Preis: 3,2 Millionen Euro netto.

### Divo
Im Juli 2018 gab Bugatti bekannt, dass es den auf 40 Exemplare limitierten Hypersportwagen Divo bauen will. Die Fahrzeuge zum Netto-Stückpreis von 5 Millionen Euro waren innerhalb weniger Tage verkauft. Im August 2018 wurde der Divo erstmals der Öffentlichkeit bei „The Quail: A Motorsports Gathering“ im Rahmen der Monterey Car Week gezeigt.

### Centodieci
Im August 2019 präsentierte Bugatti den Centodieci (italienisch für 110) bei „The Quail: A Motorsports Gathering“ im Rahmen der Monterey Car Week. Der Hypersportwagen „interpretiert den historischen EB 110 neu“. Als Basis dient der Bugatti Chiron mit seinem 8,0-Liter-W16-Motor, der aber im Centodieci 1.178 kW (1.600 PS) bei 7.000/min leistet. Ein zusätzlicher Lufteinlass im Bereich des Ölkühlers reguliert die Temperatur des leistungsgesteigerten Motors. Rein rechnerisch wird der Centodieci von 0 auf 100 km/h in 2,4 Sekunden, auf 200 km/h in 6,1 Sekunden und auf 300 km/h in 13,1 Sekunden spurten, die Höchstgeschwindigkeit wird bei 380 km/h elektronisch begrenzt. Optisch lehnt er sich mit seiner Keilform an den EB 110 an. Die auf zehn Fahrzeuge limitierte Kleinserie zum Stückpreis von acht Millionen Euro war sofort ausverkauft. Alle Exemplare wurden 2022 gebaut.

### Bolide
Im Oktober 2020 präsentierte Bugatti digital den Bolide. Das Experimentalfahrzeug stellt kein Showcar oder eine Studie dar, sondern ein komprimiertes und fahrfertiges Extrakt des gesamten technischen Bugatti-Wissens. Um den W16-Antriebsstrang konzipierten die Ingenieure nur ein Mindestmaß an Karosserie. Entstanden ist die kleinstmögliche Hülle. Es ist das extremste, schnellste und leichteste Fahrzeugkonzept der jüngeren Firmengeschichte – mit einem Leistungsgewicht von 0,67 Kilogramm pro PS. Möglich wird das durch die Kombination aus W16-Motor mit 1.850 PS und 1.850 Newtonmetern und einem Fahrzeuggewicht von 1.240 Kilogramm. Die Höchstgeschwindigkeit liegt rechnerisch bei über 500 km/h. Für eine Runde in Le Mans benötigt der Bolide rechnerisch 3:07,1 Minuten, für die Nordschleife 5:23,1 Minuten. Der Bolide Prototype wurde Ende 2020 an einen nicht bekannten Sammler für eine nicht genannte Summe verkauft. Bugatti gab im August 2021 bekannt, vom Bolide eine Kleinserie von 40 Fahrzeugen herzustellen. Ein Tracktool auf LMP-Prototypen-Niveau ohne Straßenzulassung, fahrbar für Gentleman-Driver. Ab 2023 entwickelte Bugatti den Bolide als Kleinserienfahrzeug, nun mit einer Leistung von 1600 PS, 1600 Nm und einem Gewicht von 1450 kg. Seit Anfang 2024 wird der Bolide an die ersten Kunden ausgeliefert.

### Mistral
Auf der Veranstaltung „The Quail: A Motorsports Gathering“ im Rahmen der Monterey Car Week im August 2022 wurde der auf 99 Exemplare limitierte Mistral vorgestellt. Er baut technisch auf dem Chiron Super Sport auf, ist ein Roadster und das letzte Bugatti-Modell mit einem W16-Motor. Die Auslieferungen begannen im Februar 2025. Bereits vor der Präsentation waren alle Mistral verkauft.

### Tourbillon
Das Nachfolgemodell des Chiron wurde am 20. Juni 2024 vorgestellt. Der Tourbillon hat einen elektrifizierten Antriebsstrang, wobei ein 8,3-Liter-V16-Ottomotor mit drei Elektromotoren und einer Gesamtleistung von 1800 PS kombiniert wird. Es sollen insgesamt 250 Exemplare der Baureihe entstehen, wobei die Auslieferungen 2026 beginnen sollen. Alle 250 Exemplare waren bereits bei Präsentation im Juni 2024 verkauft.

## Technische Entwicklungen
2019 stellte der französische Hersteller mit dem Titan-Bremssattel das größte gedruckte Titan-Bauteil der Welt vor.

## Auszeichnungen
Das BBC-Fachmagazin Top Gear kürte den Chiron am 27. November 2017 zum „Hypercar of the year“, einen Monat später erhielt er die Auszeichnung auch vom evo Magazin UK.
Für seine Messestände in Genf erhielt Bugatti nachträglich im Dezember 2019 drei Designpreise: Automotive Brand Contest und Iconic Awards. Beim German Design Award wurde Bugatti „Winner“ in der Kategorie „Excellent Architecture - Fair and Exhibition.“ Beim Top Gear Award überzeugt der Bugatti Super Sport 300+ die Jury 2019 in der Kategorie „Physics Lesson of the year“. Beim AUTO BILD SPORTSCARS Award im gleichen Jahr siegte der Hypersportwagen aus Molsheim als bestes Sportscar des Jahres in der Kategorie „Supersportwagen Import“.
Ab Februar 2020 änderte Bugatti sein Corporate Design, der erste Showroom im neuen Look eröffnete in Paris. Partner ist die Groupe Schumacher, gegründet 1947 und auf Super- und Hypersportwagen spezialisiert. Im gleichen Monat meldete Bugatti, dass nun 250 Fahrzeuge vom Chiron gebaut sind, damit also genau die Hälfte der geplanten Stückzahlen.
Im September 2021 wurde der Bolide beim 36. Festival Automobile International in Paris zum schönsten Hypersportwagen der Welt gewählt.
Beim Concorso d’Eleganza Villa d’Este am Comer See gewann der Bolide Prototyp im Juni 2022 den Design Award für Concept Cars & Prototypes.

## Modelle
| Typ                 | Bauzeit   | Produzierte Anzahl | Motoreinbaulage   | Motorbauart            | Anmerkungen | Bild– |
| ------------------- | --------- | ------------------ | ----------------- | ---------------------- | --- | ----- |
| EB 118              | 1998      | mindestens 1       | Front-Mittelmotor | W18                    | Studie, 414 kW (555 PS), 6,25-l-W18-Motor, permanenter Allradantrieb                                                            |       |
| EB 218              | 1999      | mindestens 1       | Front-Mittelmotor | W18                    | Limousine (Studie), 414 kW (555 PS), 6,25-l-W18-Motor, permanenter Allradantrieb                                                |       |
| 18.3 Chiron         | 1999      | 1                  | Mittelmotor       | W18                    | Studie, 414 kW (555 PS), 6,25-l-W18-Motor, permanenter Allradantrieb                                                            |       |
| Veyron 16.4         | 2005–2015 | 450                | Mittelmotor       | W16 (1)                | Erstes Serienmodell unter VW-Regie, 736 kW 2010 übertraf die S-Version den „normalen“ Veyron mit 882 kW und 431 km/h            |       |
| 16C Galibier        | 2009      | 1                  | Front-Mittelmotor | W16                    | Studie anlässlich des 100. Jubiläum der Marke (2)                                                                               |       |
| Vision Gran Turismo | 2015      | 1                  | Mittelmotor       | W16                    | Studie, die in Zusammenarbeit mit Gran Turismo entwickelt wurde                                                                 |       |
| Chiron              | 2016–2024 | geplant: 500       | Mittelmotor       | W16                    | Nachfolger des Veyron, benannt nach dem Rennfahrer Louis Chiron, 1103 kW                                                        |       |
| Divo                | 2018–2021 | 40                 | Mittelmotor       | W16                    | Variante auf Basis der Chiron, auf eine höhere Querbeschleunigung ausgelegt, benannt nach dem Rennfahrer Albert Divo, 1103 kW   |       |
| La Voiture Noire    | 2019      | 1                  | Mittelmotor       | W16                    | Einzelstück als Hommage an den Bugatti Type 57 SC Atlantic zum 110-jährigen Jubiläum der Marke, 1103 kW                         |       |
| Centodieci          | 2022      | 10                 | Mittelmotor       | W16                    | Auf zehn Exemplare limitiertes Modell auf Basis des Chiron. Inspiriert durch den zwischen 1991 und 1995 gebauten Bugatti EB110. |       |
| Bolide              | 2024      | 40                 | Mittelmotor       | W16                    | Studie von 2020, die ein auf Leichtbau ausgelegtes Modell zeigt. Ab 2024 sollen 40 Exemplare gebaut werden.                     |       |
| Mistral             | 2025      | 99                 | Mittelmotor       | W16                    | Auf 99 Exemplare limitierter Roadster auf Basis des Chiron Super Sport.                                                         |       |
| Brouillard          | 2025      | 1                  | Mittelmotor       | W16                    | Erstes Einzelstück der sogenannten Programme Solitaire, 1177 kW                                                                 |       |
| Tourbillon          | ab 2026   | 250                | Mittelmotor       | V16 + 3 Elektromotoren | Nachfolgemodell des Chiron mit Hybridantrieb, 1324 kW                                                                           |       |